# Spathulospora adelpha
Spathulospora adelpha är en svampart som beskrevs av Kohlm. 1973. Spathulospora adelpha ingår i släktet Spathulospora och familjen Spathulosporaceae.   Inga underarter finns listade i Catalogue of Life.